# Turisztikai Desztinációs Menedzsment

## A turisztikai desztináció fogalma
A turisztikai desztináció korunkban használat fogalmát az elmúlt 30 évben számos szakember igyekezett meghatározni. Közülük Európában máig a legelfogadottabb és leggyakrabban idézett  definíció Thomas Biegertől, a St. Gallen-i egyetem professzorától, a Management von Destinationen c. alapvető tankönyvből származik.
Bieger és Beritelli máig érvényes definíciója alapján a turisztikai desztináció olyan földrajzi terület, amelyet az adott vendég utazási célként választ. Az adott földrajzi térség tartalmazza az ott-tartózkodáshoz szükséges összes szolgáltatást (szálláshelyeket, az étkezéshez és a szabadidő eltöltéséhez szükséges lehetőségeket). A fogyasztó által érzékelt tér sokkal inkább szolgáltatások összességét jelenti, ami nem feltétlenül egy egész térség. A vendég számára – érzékelésének megfelelően - az úti cél (desztináció) lehet egy üdülőhely (Resort), egy település, egy régió, egy ország vagy akár egy kontinens is. (vö. Bieger, 2002, 55. o.).
Más szavakkal: a desztináció az a stratégiailag menedzselt, földrajzilag körülhatárolható tér(ség), amely rendelkezik a vendég (élmény)igényeinek kielégítéséhez szükséges összes szolgáltatással és létesítménnyel, egyszersmind képes a piacon választható úti célként megjelenni. A desztináció fogalmában a kínálati és a keresleti oldal szerepe ugyanannyira meghatározó, hiszen akár, ha egy térség nem rendelkezik a megfelelő(en szervezett) kínálattal, akár, ha ezt a kínálatot nem képes választható úti célként megjeleníteni a piacon, a desztináció nem lesz életképes és működtethető. (vö.: Semsei, 2011)
Az utóbbi években a fogalom meghatározásában egyre hangsúlyosabb szerepet kapott a helyben élők (a helyi lakosság) perspektívája is:
„A térségek alapvetően három vonatkoztatási csoport: a lakosok, a vendégek és a vállalkozások számára kínálnak szolgáltatásokat és termékeket. A turisztikai desztináció – ennek megfelelően – nem más, mint a térség, ahogyan az a vendégek, illetve a látogatók szemében megjelenik. Desztinációk lehetnek országok, városok, önálló üdülőközpontok vagy egyes vonzerők is. Hogy a vendég hogyan definiálja a desztinációt, az saját szükségleteitől és észlelésétől függ, ami ismételten függ az úti céltól való távolságtól” (Pechlaner-Tretter 2017)
A magyarországi jogi szabályozás a 2016. évi CLVI. törvény a turisztikai térségek fejlesztésének állami feladatairól is a fentiekből indult ki, jóllehet a helyi perspektíva és ezzel a helyi szintű desztináció menedzsment tevékenység kimarad a látóköréből, illetve megjelenik benne a politika szintje is:
„4. turisztikai térség (desztináció): olyan földrajzilag körülhatárolható, beazonosítható területrész, amely a turisztikai kínálati piacon egységes fogadóterületként jeleníthető meg, épített környezeti, természetföldrajzi vagy kulturális értékek tekintetében összefüggő elemek alkotják, ezért egységes koncepcióban történő tervezéséhez, fejlesztéséhez és térségi turisztikai márka kialakításához országos érdek fűződik.”

## A turisztikai desztinációk jellemzői
A gyakorlatban a működőképes turisztikai desztinációt az alábbiak jellemzik:
·      megfelelő vonzerőt jelent a turisták számára,
·      a turisták alapvető szükségleteit ki tudja elégíteni (szállás, étkezés),
·      a turisták tartózkodási idejük alatt be tudják járni,
·      képes komplex turisztikai termék fejlesztésére és a hálózatba szervezett kínálatát azonos márka alatt piacra vinni,
·      fejlődés és fejlesztés szempontjából egy egységet alkot,
·      adottak a feltételek a terület stratégiai menedzselésére,
a térség érintettjei és érdekeltjei hajlandóak az együttműködésre. (Holczerné, 2015)

## Turisztikai desztináció menedzsment tevékenység
„Minden desztináció menedzsment szervezet közös célja, hogy maximalizálja a látogató számára a minőség és az érték érzetét úgy, hogy a hosszútávú fenntarthatóság és a versenyképesség érdekében megvédi a desztináció természeti és kulturális értékeit és elősegíti a helyi gazdaság és a lakosság jól-létét.” (UNWTO, 2019)
Az UNWTO 2019-es desztináció menedzsmenttel foglalkozó dokumentuma szerint a turisztikai versenyképesség azt jelenti, hogy a desztináció képes az erőforrásaiból (természeti, kulturális, épített) minőségi, innovatív, etikus és vonzó termékeket és szolgáltatásokat létrehozni, amelyek fenntartható növekedést biztosítanak. A turizmus szektor hozzáadott értékét úgy tudják növelni, hogy a piaci szereplők fejlesztésével és megkülönböztethetővé tételével a látogatók és a helyi közösség számára egyaránt fenntartható perspektívát adnak. Megjegyzendő, hogy az utóbbi évek válságjelenségeinek (klímaválság, COVID, háborúk) hatására a „növekedés” fogalma a közgazdaságtanban egyre inkább megkérdőjeleződött és elkezdett átértékelődni (Göpel, M., 2020)
A desztináció stratégiai menedzsmentjének négy alapvető területe:
- tervezés (stratégia-alkotás)
- kínálatfejlesztés és -szervezés (hálózatok fejlesztése- és működtetése)
- piacra vitel és értékesítés (kommunikáció és értékesítés)
- érdekképviselet

## A hatékony desztináció menedzsment szervezetek céljai
- versenyképesség
- fenntarthatóság
- intézményi irányítás megerősítése
- átfedések elkerülése, piaci rések kihasználása     (koordinálás)
- turizmusból eredő haszon jobb szétosztása
- turisztikai kultúra terjesztése a     desztinációban
- turisztikai jövedelmezőség javítása
- brand-menedzsment

## A gyakorlatban megjelenő szervezeti struktúrák (nonprofit kft, egyesület).
Az egyesületi forma előnyei:
- rugalmas szervezeti forma;
- tagsága könnyen bővíthető, új tag belépése nem igényel alapító okirat módosítást;
- minden tagnak ugyanannyit ér a szavazata, így demokratikus a működés;

Gazdasági tevékenység mindkét szervezeti formában végezhető, de egyik sem alapítható elsődlegesen gazdasági tevékenység végzése céljából. A nyereség nem osztható fel a szervezet tagjai között, azt az alapító okiratban meghatározott célra kell fordítani.
A szervezet sikeressége elsősorban nem a szervezeti formától függ, hanem a hatékony desztináció menedzsment tevékenység feladatainak ellátása érdekében az adott desztinációban leginkább működőképes együttműködési struktúrában valósul meg.
Általánosságban összefoglalva az alábbi feladatok merülnek fel a turisztikai fogadó területek turizmusának irányításával és koordinálásával kapcsolatban, függetlenül attól, hogy azt TDM szervezet végzi-e:
- turizmus tudatos tervezése,
- turisztikai kutatások folytatása,
- a területen található vonzerők felkutatása,
- a vonzerőkből piacképes turisztikai termékek     kialakítása (termékfejlesztés),
- attrakciófejlesztés,
- desztinációs marketing,
- információs iroda működtetése.

Azokon a településeken és térségekben, ahol viszont létrejön a széles körű együttműködés, jóval magasabb szintű koordinációra van szükség, ezért a tevékenység további feladatokkal bővül:
- stratégiai irányítás,
- szervezetfejlesztés, kooperációmenedzsment,
- innovációmenedzsment,
- látogatómenedzsment,
- minőségmenedzsment,
- tanácsadás,
- érdekképviselet.

A desztináció menedzsment szervezeti szintek tekintetében legáltalánosabban a 3 szintű rendszer jelenik meg, mely a helyi, térségi és országos szinteket jelenti. A térségi és az állami szint közé tagozódhat még egy regionális szint is (vö. Nyirádi-Semsei, 2007.)
A szervezetek finanszírozásának mértékét és formáját meghatározza a választott szervezeti forma (egyesület, nonprofit kft.), az együttműködésben résztvevő magán-, és közszféra  partnerek közötti megállapodások (pl. idegenforgalmi adó részben, vagy egészben történő átadása, tagdíjak, működési támogatás), a szervezet saját bevételszerzési lehetőségei (pl. programszervezés, értékesítés), valamint egyéb külső források bevonásának lehetőségei (pl. pályázatok, külső támogatók). A TDM szervezetek finanszírozásának területén világszerte eltérő megoldások léteznek, a szervezetek anyagi működési feltételeit többnyire törvényi vagy jogi rendeletek szabályozzák. Magyarországon erre vonatkozóan mindeddig semmilyen átfogó jogi szabályozás nem született, jóllehet a Magyar TDM Szövetség – karöltve más turisztikai szakmai szervezetekkel - legalább egy évtizede sürgeti a magyar turizmus törvény megszületését.
A jól végzett desztináció menedzsment tevékenység elsődleges eredménye a desztináció turizmusának fenntartható növekedése, mely pozitív gazdasági és társadalmi hatással van a helyi közösségre és megvédi, valamint a jövő generáció számára megőrzi a desztináció természeti, kulturális és társadalmi erőforrásait.
„Amiben ezeken felül – a turizmusipar sajátosságai miatt – szintén minden egyes sikeres európai turizmusirányítási rendszer megegyezik, az az alapelv, hogy a struktúra minden szintjén a magán- és a közszféra partnerségén alapuló modellben gondolkodik (Magyar TDM Szövetség, 2019)”